# Социометријски статус
Социометријски статус је особени положај и ранг популарности који има појединац у некој групи, а објективно се утврђује социометријским тестом. То може бити „звезда” (односно појединац који има велики број позитивних избора), „вођа” (појединац коме би већина чланова групе поверила руковођење групом). „Црна овца” је назив за појединце који имају врло низак социјални статус, тј. који на социометријском тесту добијају велики број негативних избора.